# Östtysklands herrlandslag i basket
Östtysklands herrlandslag i basket (tyska: Basketballnationalmannschaft der DDR) representerade det tidigare Östtyskland i basket på herrsidan. Laget deltog första gången i Europamästerskapet 1959

### Fotnoter
1. ↑  Todor Krastev (19 mars 1959). ”Men Basketball European Championship 1959 Istanbul (TUR) - 21-31.05 Winner Soviet Union” (på engelska). Sport Statistics. Arkiverad från originalet den 19 september 2015. https://web.archive.org/web/20150919091934/http://todor66.com/basketball/Europe/Men_1959.html. Läst 23 juni 2015.